# Sydney Smith (homme politique australien)
Pour les articles homonymes, voir Smith.
Sydney Smith, né le 11 avril 1856 à Colyton (en) et mort le 21 février 1934 à Croydon, est un homme politique australien.

## Biographie
Fils d'un patron de pub, il naît près de Sydney et, à l'issue de sa scolarité, travaille comme portier à la gare de chemin de fer de Penrith. Il devient ensuite chef de gare, puis crée à terme sa propre entreprise de commissaire-priseur.
En 1882, il est élu à l'Assemblée législative de Nouvelle-Galles du Sud comme député d'une circonscription à Bathurst, pour le Parti pour le libre-échange. Dans le même temps, il est membre du conseil municipal de Leichhardt de 1886 à 1892, et maire de cette municipalité de 1888 à 1889. Du 8 mars 1889 au 22 octobre 1891, il est le ministre des Mines dans le gouvernement de Nouvelle-Galles du Sud dans le gouvernement que dirige Henry Parkes. Le 28 février 1890 il est fait conjointement ministre de l'Agriculture, et contribue à créer une école d'agriculture à Richmond. Il occupe ces mêmes ministères de juin 1894 à juillet 1898 dans le gouvernement de George Reid ; il régule les conditions de travail dans les mines de charbon et légifère pour créer un fonds de pension pour les mineurs. Il perd son siège de député aux élections de 1898,.
Il entre à la Chambre des représentants aux premières élections fédérales en 1901. D'abord député d'opposition, il contribue à forger l'alliance entre le Parti pour le libre-échange de George Reid et le groupe dissident du Parti protectionniste d'Allan McLean, qui crée le gouvernement Reid de 1904 à 1905 ; il y est nommé ministre des Postes,.
Il est battu dans sa circonscription aux élections de 1906. L'un de ses fils est tué durant la campagne des Dardanelles de la Première Guerre mondiale, et Sydney Smith est le président de l'Association des Pères de Marins et de Soldats de 1923 à 1928.